# 阿拉伯新聞

1975 年 4 月 20 日至 2018 年 4 月 3 日的阿拉伯新闻标志

《阿拉伯新闻》（Arab News）是於沙特阿拉伯出版的英文日报。其目标读者為商人、高管人員和外交官。  
至少截至2019年5月，《阿拉伯新闻》由沙特阿拉伯执政王储穆罕默德·本·萨勒曼的兄弟图尔基·本·萨勒曼·沙特王子所擁有。该报纸被描述为「沙特政权的喉舌」 ，并「被视为反映了沙特阿拉伯政府的官方立场」。 